# Опан (Болгарія)
Опа́н (болг. Опан) — село в Старозагорській області Болгарії. Адміністративний центр общини Опан.

## Населення
За даними перепису населення 2011 року у селі проживали 385 осіб.
Національний склад населення села:
| Національність   | Кількість осіб | Відсоток |
| ---------------- | -------------- | -------- |
| болгари          | 286            | 97,3%    |
| цигани           | 8              | 2,7%     |
| турки            | 0              | 0%       |
| інша             | 0              | 0%       |
| не визначились   | 0              | 0%       |
| Всього відповіли | 294            |          |

Розподіл населення за віком у 2011 році:
Динаміка населення: